# Шинданд
Шинда́нд (пушту شين ډنډ‎, дари شیندند Šindand) — город и центр уезда Шинданд провинции Герат в Афганистане.
Шинданд был основан на месте средневекового иранского города Сабзава́р (перс. سبزوار‎).
На северной окраине города расположен крупный аэродром (военной и гражданской авиации), использовавшийся в годы Афганской войны (1979—1989) военно-воздушными силами ОКСВА, а во время войны 2001—2021 годов ВВС Афганистана, американских и итальянских сил антиталибской коалиции. Границы города заключены в шоссе кольцевой автодороги, которую проложили при финансовой поддержке иранского правительства во всех западных — приграничных с Ираном районах Афганистана. При поддержке Афганской армии функционировала бесплатная клиника, обеспечивающая медицинское обслуживание населения города. Географически город расположен на окраине долины Зирко (Zirko) — одного из главных центров производства мака в Западном Афганистане.